# Самые белые парни, каких вы только знаете
«Самые белые парни, каких вы только знаете» (англ. The Whitest Kids U’Know) — американская комик-труппа, а также одноименное телешоу. Труппа состоит из пяти человек: Тревора Мура, Сэма Брауна, Зака Креггера, Даррена Труметера и Тимми Уильямса. Также в некоторых скетчах участвуют и другие актёры. В России наиболее известно под названием Городские приматы.

## Музыкальный альбом

### Список композиций
1. «Welcome» — 3:06
2. «Triumph of the Ill (Hitler Rap)» — 3:29
3. «Russian Roulette» — 2:48
4. «Special Ops Whispering» — 3:26
5. «Hey There Kids (Get a New Daddy)» — 2:41
6. «Beautiful penis» — 2:35
7. «Let’s Wake Up The Neighbors» — 1:36
8. «Sam’s Message» — 0:29
9. «Bus Driver» — 7:03
10. «B Cup» — 1:11
11. «We Gon' Make Luv» — 3:06
12. «Goodnight» — 0:56